# Chunchupalle
Chunchupalle è una suddivisione dell'India, classificata come census town, di 18.967 abitanti, situata nel distretto di Khammam, nello stato federato del Telangana. In base al numero di abitanti la città rientra nella classe IV (da 10.000 a 19.999 persone).

## Società

### Evoluzione demografica
Al censimento del 2001 la popolazione di Chunchupalle assommava a 18.967 persone, delle quali 9.515 maschi e 9.452 femmine. I bambini di età inferiore o uguale ai sei anni assommavano a 2.036, dei quali 1.041 maschi e 995 femmine. Infine, coloro che erano in grado di saper almeno leggere e scrivere erano 13.208, dei quali 7.249 maschi e 5.959 femmine.